# Иновације у настави
Иновације у настави (енгл. Teaching Innovations) је научни часопис чији је издавач Учитељски факултет Универзитета у Београду. Први број Часописа штампан је 1983. године. 
Часопис се налази на листи научних публикација Министарства просвете, науке и технолошког развоја Републике Србије. и реферише се у међународној бази података
Иновације у настави излазе четири пута годишње, и у штампаној и у електронској форми.

## Оснивање часописа
Часопис Иновације у настави покренут је 1983. године у оквиру Пројекта дугорочних (десетогодишњих) промена у образовању на подручју Крушевца за период 1977—1987. година. Основао га је Педагошки завод града Крушевца, тачније Међуопштински завод за унапређивање васпитања и образовања – Центар за иновације у образовању Крушевац. 

## Циљ Часописа
Часопис Иновације у настави објављује прегледне и оригиналне истраживачке радове из наука и научних дисциплина које третирају наставни процес на свим нивоима васпитања и образовања у циљу његовог унапређења и модернизације. Осим научних радова, Часопис објављује преведене радове, информативне прилоге и приказе (књига, рачунарских програма, образовних софтвера, научних пројеката, скупова и др.), као и стручне радове и информације. Учитељски факултет у Београду (као издавач) и међународни уређивачки одбор Иновација у настави опредељени су ка истраживањима наставе и резултатима појединаца и тимова који у предшколским, школским, универзитетским и ваншколским установама примењују тековине педагогије, њених дисциплина (дидактике и методика наставе појединих наставних предмета и/или области) и сродних наука; ка подршци истраживачима и практичарима у њиховим настојањима да усмеравају процес наставе ка задовољавању савремених васпитних и образовних потреба наставника и ученика.

## Начин излажења и промене
Часопис излази четири пута годишње. У току досадашњег излажења Часопис је променио идавача, уредника, уређивачки одбор и визуелни идентитет.
Од 2006. године, Иновације у настави се налазе на листи научних публикација Министарства науке и животне средине Републике Србије као часопис од националног значаја.

### Издавачи
- 1983. Међуопштински завод за унапређивање васпитања и образовања – Центар за 	иновације у образовању, Крушевац и Новинска организација Просветни преглед, Београд
- 1983—1989. Међуопштински завод за унапређивање васпитања и образовања – Центар за 	иновације у образовању, Крушевац
- 1990—1991. Међуопштински завод за унапређивање васпитања и образовања – Центар за 	иновације у образовању, Крушевац и Педагошка академија за образовање наставника разредне наставе, Београд
- 1992—1993. Педагошка академија за образовање учитеља, Београд
- 1993. - Учитељски факултет, Београд

### Уредници
- 1983—1986. Главни и одговорни уредник др Драгутин Франковић; Уредник др Бошко М. Влаховић
- 1987—1992. Главни и одговорни уредник др Бошко М. Влаховић
- 1993—2000. Главни уредник др Бошко М. Влаховић; Одговорни уредник др Младен Вилотијевић
- 2005—2013. Главни уредник др Ивица Радовановић; Одговорни уредник др Биљана Требјешанин
- 2013. - Главни и одговорни уредник др Вера Ж. Радовић; Извршни уредник др Оливера Ђокић

### Уређивачки одбор (редакција)
- Од 1993. до 1996.године чланови Редакције су: др Драгутин Франковић, др Велизар Недовић, др Радисав Ничковић, Томислав Савовић, др Младен Вилотијевић, мр Бошко В. Влаховић и Гордана Зиндовић-Вукадиновић, др Петар Мандић, др Владимир Мужић и др Франце Стрмчник.

1. Од 1987. до 1993. године чланови Редакције су: др Драгутин Франковић, др Велизар Недовић, др Радисав Ничковић, Томислав Савовић, др Младен Вилотијевић, мр Бошко В. Влаховић, и мр Миодраг Игњатовић, др Петар Мандић, др Јосип Пивац и др Барица Марентић-Пожарник. Године 1991. др Барицу Марентић-Пожарник заменио је др Павле Газивода.[7]
2. Од 2005. до средине 2013. године Редакцију чине: др Ивица Радовановић, др Биљана Требјешанин, др Недељко Трнавац, др Радмила Николић, др Мирослава Ристић, др Зорана Опачић, мр Вера Ж. Радовић, др Ана Вујовић и др Здислава Зацлона.[8]
3. Од 3. броја Иновација 2013. године Уређивачки одбор: др Вера Ж. Радовић, др Оливера Ђокић, др Сорен Ехлерс, др Нобухиро Шиба, др Биљана Белоти Мустецић, др Франческо Арчидијаконо, др Здислава Зацлона, др Ви Тионг Сеа, др Недељко Трнавац, др Радмила Николић, др Јасмина Ковачевић, др Биљана Требјешанин, др Марко Мархл, др Данијела Костадиновић, др Ивица Радовановић, др Радован Антонијевић, др Мирослава Ристић, др Деан Илиев, др Ана Вујовић, др Зорана Опачић, др Зорица Цветановић, др Анте Колак, др Вучина Зорић, др Биљана Сладоје Бошњак, др Сања Благданић, др Маријана Зељић, др Невена Буђевац и др Дејан Вук Станковић.[9]

### Визуелни идентитет
- Визуелни идентитет часописа од 1983. до 2005. године
- Визуелни идентитет часописа од 2005. до 2014. године
- Визуелни идентитет часописа од 2014. године

## Електронски облик часописа
У складу са захтевима времена коме Часопис припада, Редакција је омогућила да радови објављени од 2006. године буду доступни у електронском облику корисницима који посете сајт Учитељског факултета. Часопис је, осим одељка на сајту Учитељског факултета, добио свој сајт на коме ће излазити и у електронском облику (ISSN 2335-0806) Иновације у настави су у отвореном приступу (Open Access), што значи да је целокупан сарджај слободно доступан без накнаде свим корисницима и институцијама. Корисници без претходног тражења посебне дозволе могу да читају, преузимају, копирају, размењују, штампају, претражују или линкују пун текст чланака.
Како би било омогућено трајно чување и промовисање Часописа, у Дигитални репозиторијум Народне библиотеке Србије су положене Електронске верзије Иновација у настави., до 2014. године на нивоу сажетка, а надаље у пуном тексту Осим оригиналних радова који подлежу рецензији, корисницима су пружене и информације о доступности Часописа у другим библиотекама и Библиометријски извештај о Часопису